# Luka Bukić
Luka Bukić (Zagreb, 20 de abril de 1994) é um jogador de polo aquático croata, medalhista olímpico.

## Carreira
Bukić integrou a equipe medalha de prata nos Jogos do Rio de Janeiro. Nos Jogos Olímpicos de Verão de 2024, em Paris, conquistou a medalha de prata no torneio masculino do polo aquático, após confronto na final contra a equipe sérvia.